# Hourquette d'Ancizan
El Hourquette d'Ancizan (1564 m s. n. m.) es un puerto de montaña situado en los Pirineos, en el departamento de Altos Pirineos, Francia.
Tiene dos vertientes, que empiezan en las localidades de Sainte-Marie-de-Campan y Ancizan, respectivamente.

## Ciclismo
El puerto ha formado parte del Tour de Francia 6 veces, debido a que se descubrió hace relativamente poco. La primera vez que se ascendió fue en el año 2011, y la más reciente en el Tour 2024. Aun así, es un puerto con una buena dureza y exigencia.
En su vertiente este, la más dura, la ascensión comienza en el pueblo de Ancizan y sube 805 m hasta llegar a la cima. Su parte inicial es lo más exigente del puerto, sin bajar la pendiente del 8% durante 3,5 km. La parte restante del puerto es menos exigente, pero también dura. La longitud de esta vertiente es de 10,2 km y su pendiente media es del 7,9%, teniendo al principio picos del 13%.
La vertiente oeste es más larga, pero con menos pendiente media. En general es menos dura que la vertiente este, pero aun así su dureza es digna de mirar. Esta vertiente del puerto empieza en Sainte-Marie-de-Campan, pasa Lac de Payolle y llega hasta la cima. Tiene una longitud de 17 km y una pendiente media del 4,2%

### Apariciones en el Tour de Francia
| Año  | Etapa | Categoría | Inicio        | Fin                 | Primero en la cima |
| ---- | ----- | --------- | ------------- | ------------------- | ------------------ |
| 2024 | 14    | 2.ª       | Pau           | Pla d'Adet          | David Gaudu        |
| 2022 | 17    | 2.ª       | Saint-Gaudens | Peyragudes          | Thibaut Pinot      |
| 2019 | 12    | 1.ª       | Toulouse      | Bagnères-de-Bigorre | Simon Yates        |
| 2016 | 8     | 2.ª       | Pau           | Bagnères-de-Luchon  | Thibaut Pinot      |
| 2013 | 9     | 1.ª       | Saint-Girons  | Bagnères-de-Bigorre | Daniel Martin      |
| 2011 | 12    | 1.ª       | Cugnaux       | Luz-Ardiden         | Laurent Mangel     |